# سلین اوروز
سلین اوروز (آلمانی: Selin Oruz؛ زادهٔ ۵ فوریهٔ ۱۹۹۷) بازیکن هاکی روی چمن اهل کشور آلمان است.